# Arisa per Natale
Arisa per Natale è il primo EP della cantante Arisa, pubblicato il 26 dicembre 2011 dalla Warner Music Italy.

## Descrizione
Il disco contiene il brano Il tempo che verrà (sigla del film di Ricky Tognazzi Tutta colpa della musica), il video ufficiale di Sincerità,  e Oggi, brano contenuto nell'album del 2010 Malamorenò.

## Tracce
1. Il tempo che verrà – 3:30 (Giuseppe Anastasi, Arisa, Gioni Barbera)
2. Oggi – 3:33 (Giuseppe Anastasi, Arisa)
3. Sincerità (Videoclip) – 3:21